# Wasyl Łewkowycz

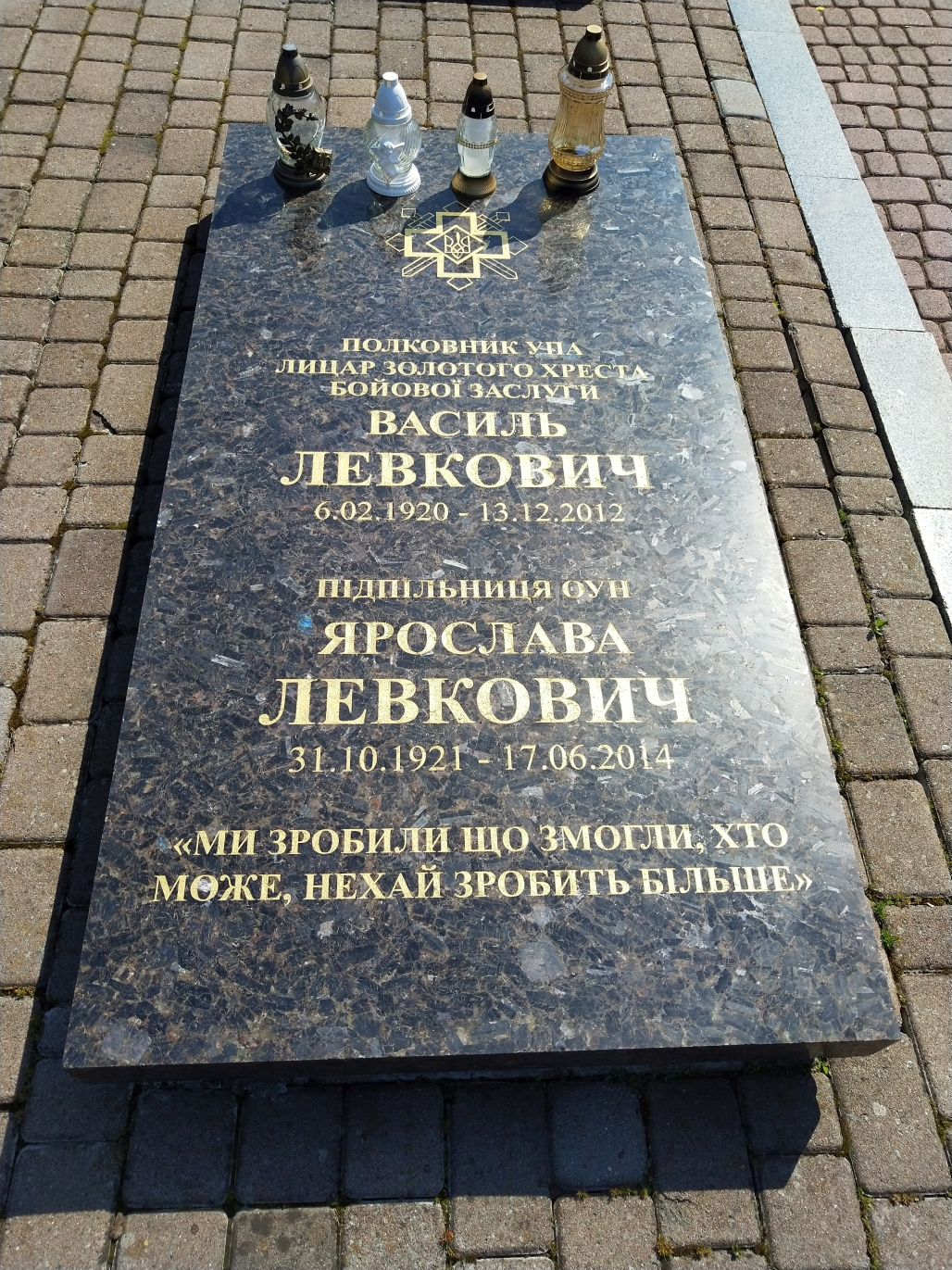
Grób Wasyla Łewkowycza na cmentarzu Łyczakowskim we Lwowie, kwatera UPA

Wasyl Mychajłowycz Łewkowycz ps. Woronyj, Czerneć, ukr. Василь Михайлович Левкович (ur. 6 lutego 1920 w Starym Lublińcu, zm. 13 grudnia 2012 we Lwowie) – ukraiński działacz nacjonalistyczny, pułkownik Ukraińskiej Powstańczej Armii.

## Życiorys
Od 1938 należał do Organizacji Ukraińskich Nacjonalistów, w 1941 wszedł w skład grupy marszowej OUN, dowodzonej przez Omelana Hrabca Batka. W ramach grupy od lipca do września był instruktorem okręgowej milicji w rejonie Równego. Po niemieckich aresztowaniach we wrześniu 1941 przeszedł do podziemia, działał w okręgowych strukturach OUN-B.
Był policjantem w batalionie Schutzmannschaft w Dubnie. Od marca 1943 w UPA, był ranny w walkach z partyzantką radziecką. 
Brał udział w zniszczeniu polskiej bazy samoobrony w Hucie Stepańskiej. Jego podkomendni dokonali zbrodni na Polakach w Ugłach.
Od kwietnia 1944 był dowódcą II WO Buh. 9 czerwca 1944 wydał rozkaz „likwidacji silnych i aktywnych polskich skupisk” na podległym sobie terenie.
17 grudnia 1946 został otoczony w bunkrze przez NKWD. W czasie walki zginęło 2 żołnierzy UPA ochraniających bunkier, on w tym czasie zdążył spalić wszystkie dokumenty. Został schwytany w czasie ucieczki z bunkra.
22 lipca 1947 został skazany na 25 lat łagru, pracował w kopalniach Kołymy, odmawiając złożenia samokrytyki w zamian za wcześniejsze zwolnienie. Zwolniony 7 grudnia 1971, odmówił przyjęcia obywatelstwa radzieckiego, pracował do emerytury jako górnik w kopalni węgla „Wełykomostiwśka” w Czerwonogrodzie.
20 stycznia 1997 został zrehabilitowany przez Prokuraturę Generalną Ukrainy.